# Audacter calumniare, semper aliquid haeret
Audacter calumniare, semper aliquid haeret, cioè «Calunnia senza timore: qualcosa rimane sempre attaccato».
Questa sentenza è citata da Francesco Bacone (da De dignitate et augmentis scientiarum, 8,2,34) ed è un'applicazione della persistenza e immortalità della vox populi, ancorché costituita di mera calunnia, e dell'impossibilità che essa perisca completamente.
La sua origine sarebbe un passo di Plutarco (da Quomodo adulator ab amico internoscatur, 65d) riferito a Medio di Larissa, un adulatore di Alessandro Magno (e, secondo una tradizione, organizzatore del banchetto in cui il sovrano macedone sarebbe stato avvelenato):
(Plutarco, Moralia, vol. I, Didot, Parigi, 1848, p. 78)